# Jordi Ferrón
Jordi Ferrón Forné (Barcellona, 19 agosto 1978) è un ex calciatore spagnolo, di ruolo difensore, tecnico dell'INAC Kobe Leonessa.

## Carriera

### Calciatore

#### Club
Nella stagione 1998-1999 gioca 38 partite con il Barcellona B in Segunda División. Nella stagione successiva passa al Rayo Vallecano e gioca 35 partite in Primera División segnando 7 reti.
Nella stagione 2000-2001 passa al Real Saragozza e vince la Coppa del Re. Nella stagione successiva debutta in Coppa UEFA e torna al Rayo Vallecano in prestito fino al termine del campionato.
Il Rayo Vallecano arriva a metà classifica, mentre il Saragozza arriva ultimo e retrocede.
Così nella stagione 2002-2003 Ferrón gioca 32 partite in Segunda División e contribuisce alla promozione degli aragonesi, che nella stagione successiva vincono di nuovo la Coppa del Re.
Nell'estate del 2004 passa all'Albacete Balompié con cui retrocede in Segunda División. Gioca nella seconda serie del calcio spagnolo fino al 2008, quando passa al Badalona in Segunda División B.
Si ritira al termine della stagione 2013-2014.

#### Nazionale
Nel 1995 ha partecipato ai Mondiali Under-17 con la nazionale spagnola.
Nel 2000 ha partecipato al Campionato europeo Under-21, giocando quattro partite e segnando due gol.
Ha partecipato anche alle Olimpiadi di Sydney, vincendo la medaglia d'argento.
Non ha mai esordito con la nazionale maggiore.

## Palmarès

### Calciatore

#### Club
- Coppa di Spagna: 2

Real Saragozza: 2000-2001, 2003-2004

#### Nazionale
- Argento olimpico: 1

Sydney 2000